# Kuh-e Rahmat
Kuh-e Ramat (en persa: كوه رحمت‎, ‘el monte de la Misericordia’) es una montaña que limita con la llanura de Marvdasht, en Fars, en Irán. 
Tenía un carácter sagrado en la antigua Persia, lo que explica por qué al pie de sus flancos y en sus extremos norte y sur hay varios monumentos y ciudades de los períodos aqueménida y sasánida, como Istajr, Persépolis, el monumento rocoso de Qadamgah, los relieves rocosos de Naqsh-e Rajab y el homónimo Altar del Fuego. 
- Datos: Q3175626
- Multimedia: Kuh-e Rahmat / Q3175626